# Martin Zlámalík
Martin Zlámalík (České Budějovice, Bohèmia Meridional, 19 d'abril de 1989) és un ciclista txec que s'especialitzà en el ciclocròs.

## Palmarès en ciclocròs
- 2003-2004
  -  Campió d'Europa sub-23 en ciclocròs

## Palmarès en ruta
- 2010
  - Vencedor d'una etapa al Małopolski Wyścig Górski